# Dubbeldjur
Dubbeldjur (Diplozoon paradoxum) är en parasitisk sugmask som lever på gälarna hos karpfiskar som mört och braxen. Namnet dubbeldjuret kommer av att könsmogna individer är sammanvuxna två och två.

## Levnadssätt
Dubbeldjuret hör till gruppen monogena sugmaskar och har ingen värdväxling. Unga individer och fullvuxna dubbeldjur lever båda på värddjurets gälar. De unga individerna lever ensamma (de är inte sammanvuxna med en annan individ). Som parasiter livnär de sig på att suga blod från värddjuret. Ett dubbeldjur blir upp till 10 millimeter långt.

## Fortplantning
Dubbeldjur är hermafroditer och de sammanvuxna könsmogna individerna befruktar ömsesidigt varandra. Arten förökar sig genom äggläggning. 